# Diana Beresford-Kroeger
Diana Beresford-Kroeger (ur. 25 lipca 1944 w London Borough of Islington) – irlandzko-angielsko-kanadyjska (ang. multiple citizenship) przyrodniczka i pisarka, najlepiej znana z badań struktur ekosystemów leśnych i działań na rzecz ochrony lasów przed degradacją oraz ich odtwarzania, w początkowym okresie pracy akademickiej pracująca w dziedzinach biochemii i biologii molekularnej wykraczających poza zakres botaniki (np. hemodynamika serca, katodoluminescencja). Jako pisarka popularyzuje wiedzę o strukturze i znaczeniu lasów łącząc współczesną wiedzę przyrodniczą ze starożytną mądrością celtycką. Jest doktorem honoris causa Uniwersytetu Carleton, członkiem Royal Canadian Geographical Society, jedną z WINGS WorldQuest Women (Fellow 2010) i jednym z „25 Wizjonerów, którzy zmieniają świat” (Utne Reader 2011).

## Życiorys

### Pochodzenie i wczesna edukacja

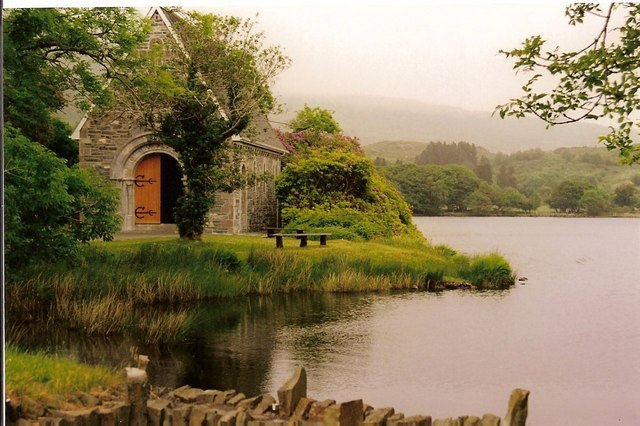
Ulubione miejsce – Cougane Barra w Cork

Urodziła się w 1944 roku w jednej z północnych części Wielkiego Londynu (Londyn Wewnętrzny). Jej ojcem był John Leslie Beresford, należący do anglo-irlandzkiej arystokracji o tradycji sięgającej XII wieku, spokrewniony m.in. z Johnem Hubertem Beresfordem (1933–2015, Lord of Waterford). Matka, Eileen A. Beresford, pochodziła z rodziny O'Donoghue z Zamku Ross, której historia sięga V wieku.
Rodzice nie wspierali rozwoju przyrodniczych zainteresowań Diany. Dokonali tego dwaj kawalerowie: dr Barrett (sąsiad-lekarz) i Padraig „Rocky” O'Donoghue (brat matki). Dr Barrett uczył ją botaniki i opowiadał o leczniczych właściwościach roślin. Udostępniał swoją bogatą bibliotekę. Wuj O'Donoghue, znany jako sportowiec, był też chemikiem i bibliofilem. 
Niedługo po ukończeniu 10 lat Diana została sierotą. Zgodnie z prawem Brehonów została otoczona opieką przez rodzinę matki z Caha (hrabstwo Cork). Zamieszkała w domu wuja O'Donoghue, z którym spędzali wieczory przy ogniu, wspólnie czytając prace literackie, w tym poezję irlandzką, książki dotyczące filozofii, fizyki, chemii, teatru i in.. Chodziła do prywatnej szkoły. Nie miała bliskich koleżanek (twierdzi, że była izolowana z powodu pochodzenia). Z okresu dzieciństwa wspomina przede wszystkim letnie spotkania w różnych domach krewnych mieszkających na wsi w Kerry. Przez trzy lata stare kobiety (80- i 90-latki), które mówiły tylko po gaelicku (zob. języki goidelskie), przekazywały jej swoją wiedzę oraz zobowiązanie, aby była „ostatnim głosem” starożytnego gaelickiego świata. Poznawała kulty celtyckie, mądrość Brehona i alfabet Ogham, triadę umysł-ciało-dusza i filozofię uzdrawiania, prawa drzew, system druidów (zob. druid – etymologia) – wizję natury, w której drzewa i lasy są fundamentem ludzkiego przetrwania i duchowości. Była uznawana za „ostatnie dziecko starożytnej Irlandii”.

### Studia
Diana Beresford jest absolwentką University College Cork (National University of Ireland w Cork), w którym studiowała botanikę i biochemię medyczną, otrzymując stopnie B.Sc. (licencjat) i M.Sc. odpowiednio w latach 1963 i 1965. Studia podyplomowe kontynuowała jako stypendystka w Stanach Zjednoczonych:
- Uniwersytet Connecticut – chemia organiczna i wpływ promieniowania jonizującego na systemy biologiczne (zob. układ narządów)
- Uniwersytet Ottawski (Heart Institute) – chirurgia eksperymentalna i badania w dziedzinie kardiologii

Studia doktoranckie ukończyła w Uniwersytecie Carleton.

### Działalność naukowa, literacka i społeczna

#### Lata 60. i 70. XX w.
W czasie botanicznych studiów w Irlandii Diana Beresford zajmowała się m.in. oznaczaniem gatunków roślin w irlandzkich lasach (zob. Killarney National Park), w tym porównywaniem ich roślinności z roślinami lasów deszczowych Ameryki Południowej (zob. np. flora Amazonii). Badała m.in. paproć „Killarney fern”. Jako studentka University College Cork podejmowała próby wyjaśnienie tajemnic chemicznej komunikacji w ekosystemach (zob. substancje semiochemiczne, hormony roślinne, olejki eteryczne, biochemia zapylania, odbieranie sygnałów chemicznych przez komórki).
W okresie kilkunastu lat od ukończenia studiów prowadziła badania naukowe i wykłady w macierzystych uniwersytetach w Irlandii, Stanach Zjednoczonych i Kanadzie (we współpracy z Canadian Department of Agriculture i Ottawa Heart Institute). Badania dotyczyły różnorodnych biochemicznych i biofizycznych procesów, zachodzących w materiałach biologicznych, roślinnych i zwierzęcych, w tym m.in.:
- zjawiska katodoluminescencji z zastosowaniem mikroskopii skaningowej (m.in. autoluminescencja – naturalna luminescencja wielu tkanek roślinnych pod wpływem wiązki elektronów)[15]
- hemodynamiki serca[16] (zob. pracownia hemodynamiki w kardiologii inwazyjnej[17][18]), w tym hemodylucji[19][20]

#### Wczesne lata 80. XX w. i później

##### Carriglaith

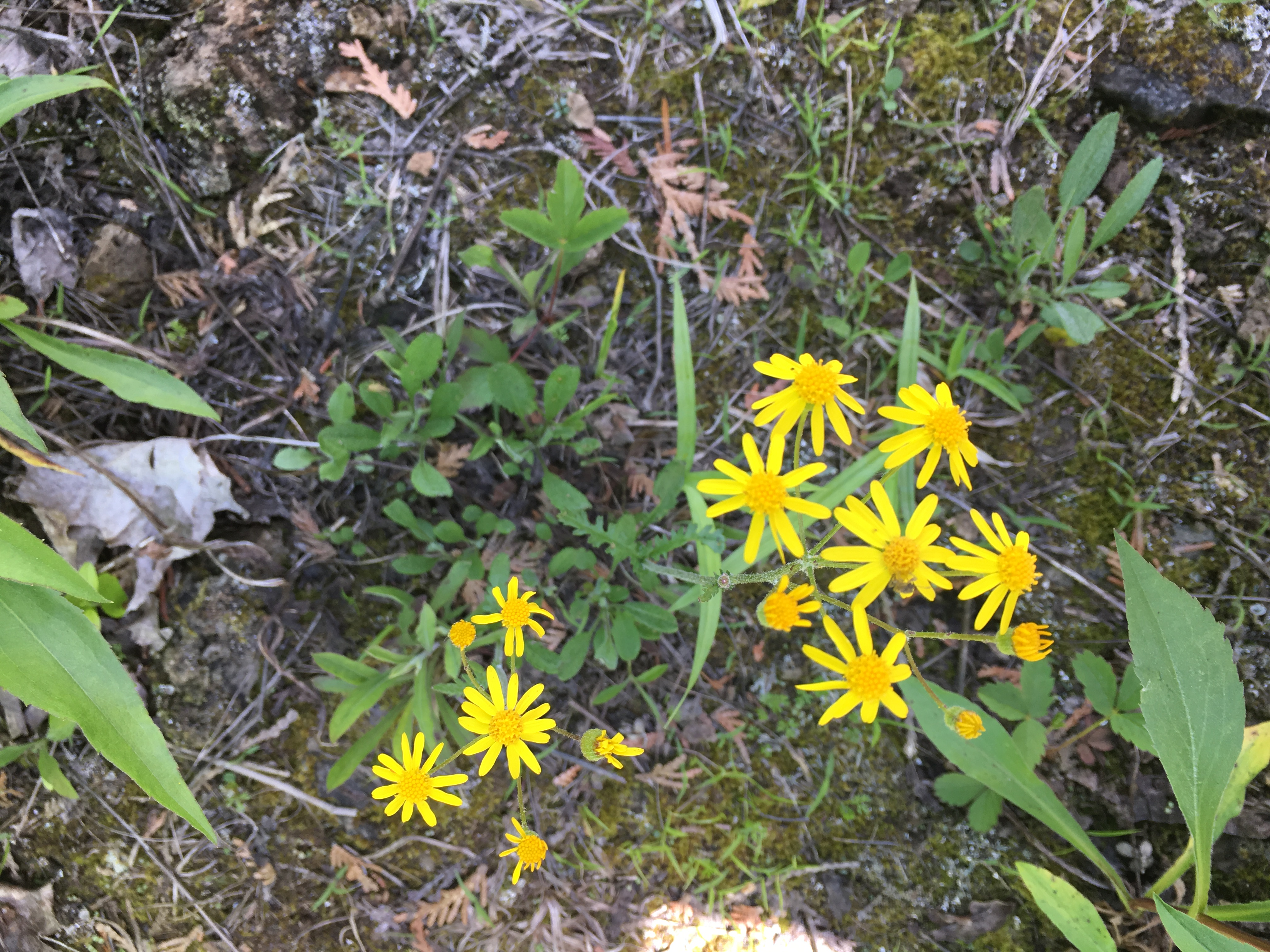
Zdjęcie z Carriglaith;
rada Diany Beresford-Kroeger: „Zastosuj cnotę prostoty”

W końcu lat 70. XX wieku Diana Beresford-Kroeger zdecydowała się realizować własne programy badawcze i podejmować inne formy działalności naukowej, literackiej i społecznej poza strukturami akademickimi. Wspólnie z mężem, Christianem H. Kroegerem (wytrwałym współpracownikiem w kolejnych dziesięcioleciach), rozpoczęła tworzenie własnego ogrodu doświadczalnego na opuszczonym przez rolników polu o powierzchni 160 akrów, leżącym pod Merrickville k. Ottawy. Miejsce nazwała „Carriglaith”, co w języku gaelickim oznacza „szary kamień”. Małżonkowie wybudowali skromny dom i rozpoczęli poszukiwania roślin do prywatnego arboretum oraz do uprawy i badań ponad 6000 gatunków roślin potencjalnie leczniczych. Zgromadzili w arboretum ponad 100 gatunków drzew, zarówno rdzennych jak pochodzących z odległych rejonów świata (m.in. skrajnie zagrożonych), takich jak wiąz amerykański (Ulmus americana L.), tulipanowiec (Liriodendron L.), parczelina trójlistkowa (Ptelea trifoliata L.), lipa amerykańska (Tilia americana L., Tilia glabra Vent.), magnolia drzewiasta (Magnolia acuminata L.) i różne północnoamerykańskie drzewa wytwarzające orzechy, np. orzech czarny (Juglans nigra L.), kasztan jadalny (Castanea sativa Mill.) i orzesznik jadalny (pekanowy), którego owoce mają liczne zalety (wysoka wartość odżywcza, zawartość witaminy E i przeciwutleniaczy).

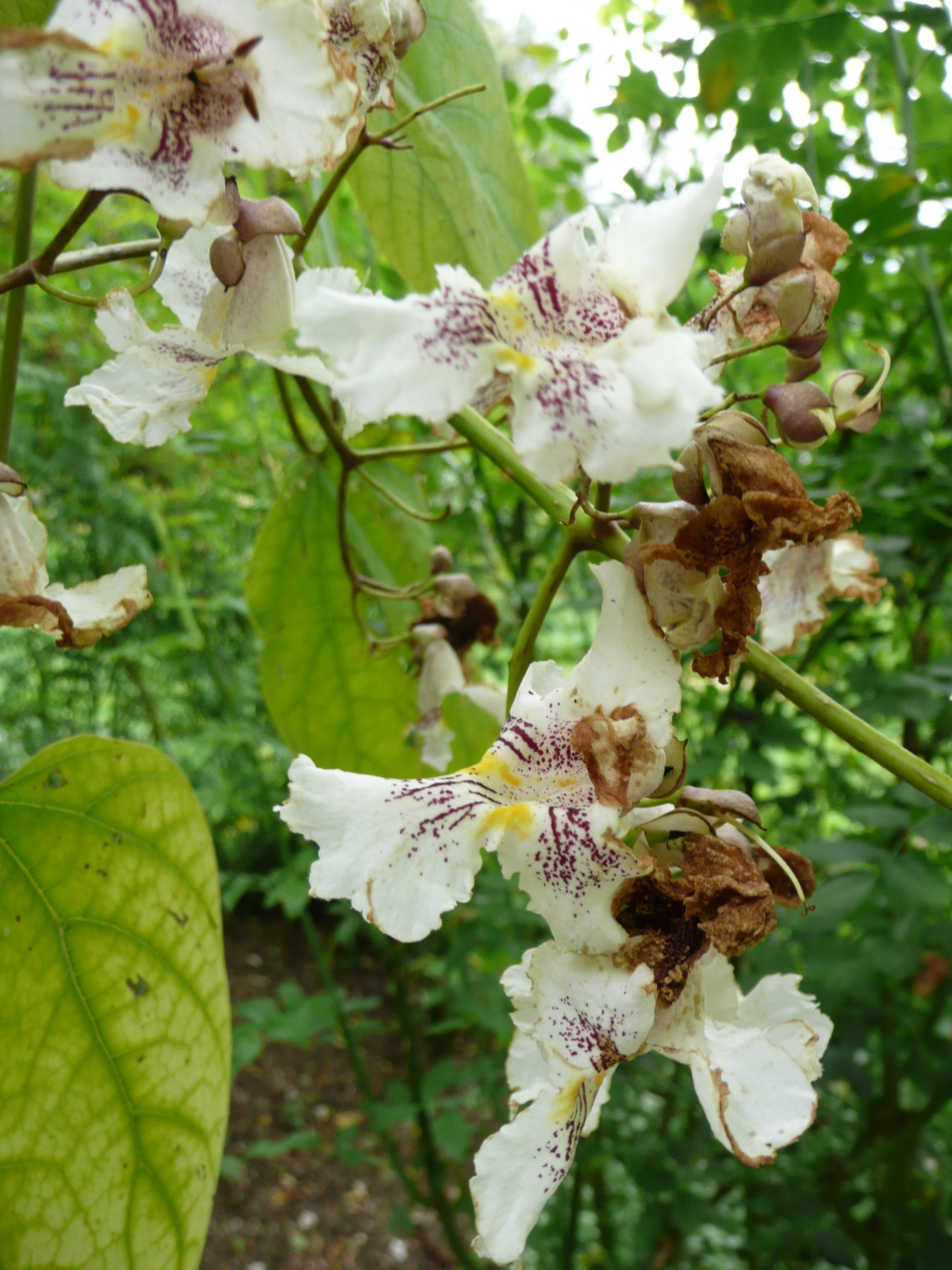
Surmia wielkokwiatowa (Catalpa speciosa)
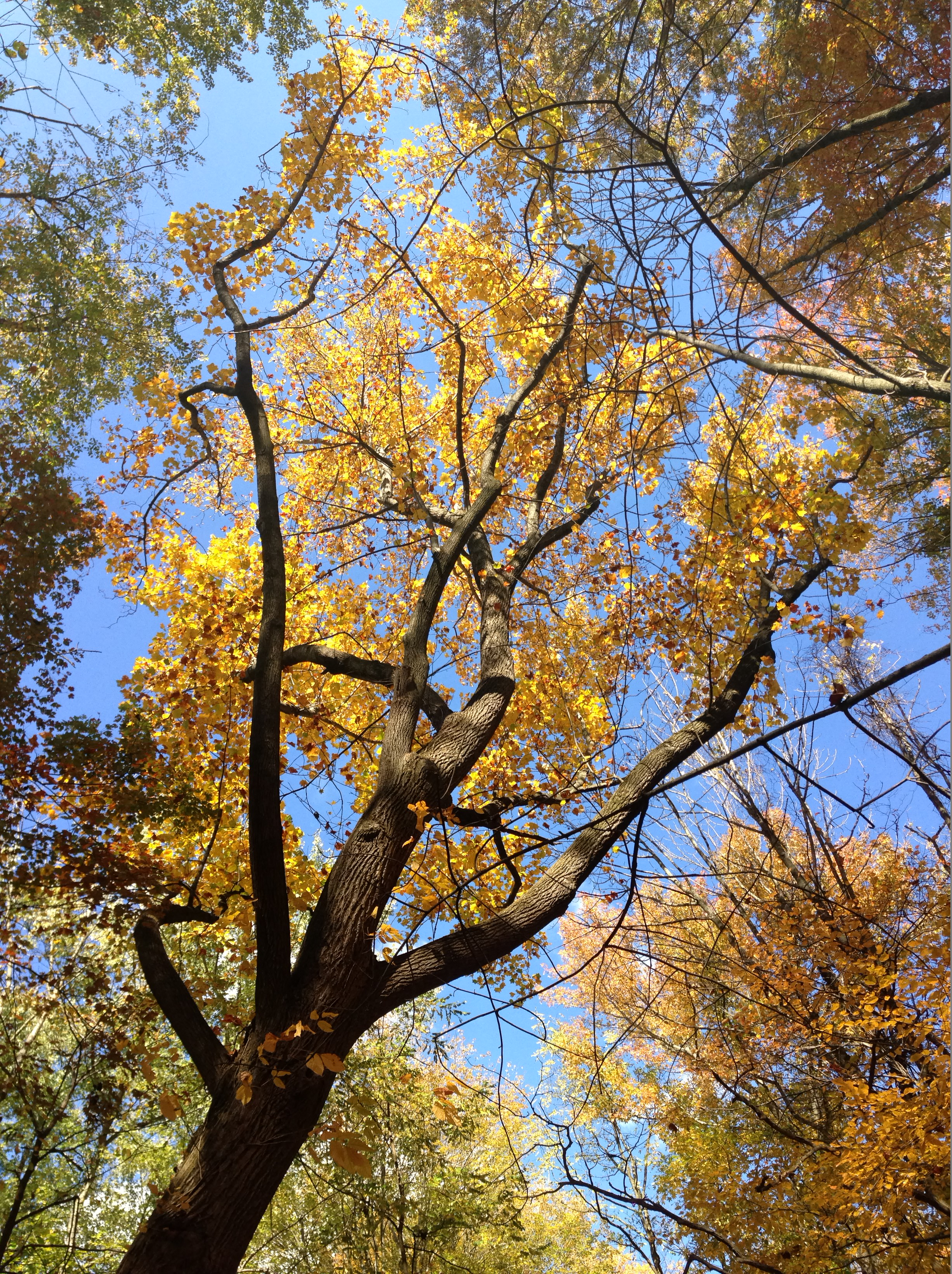
Tulipanowiec amerykański (Liriodendron tulipifera L.)
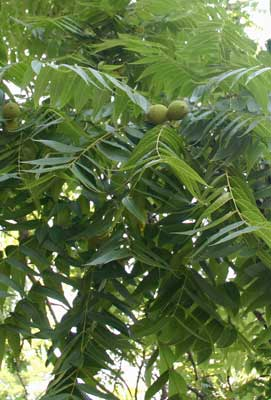
Orzech czarny (Juglans nigra L.)
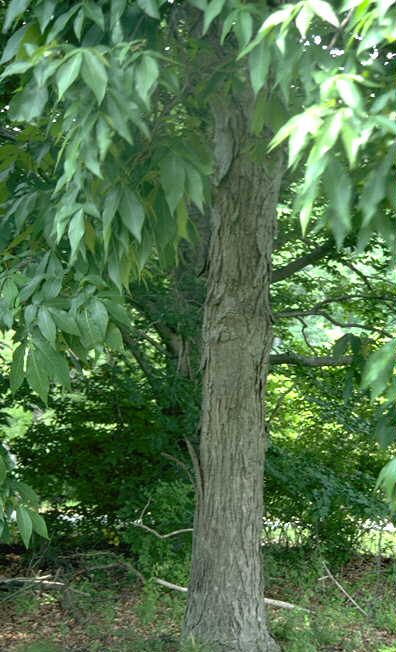
Orzesznik pięciolistkowy (Carya ovata)
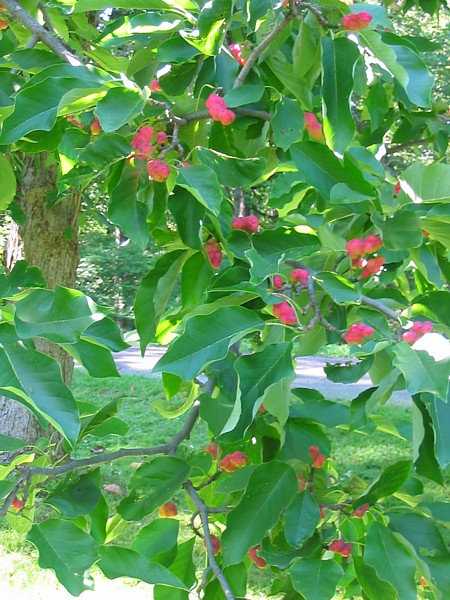
Magnolia drzewiasta (Magnolia acuminata)
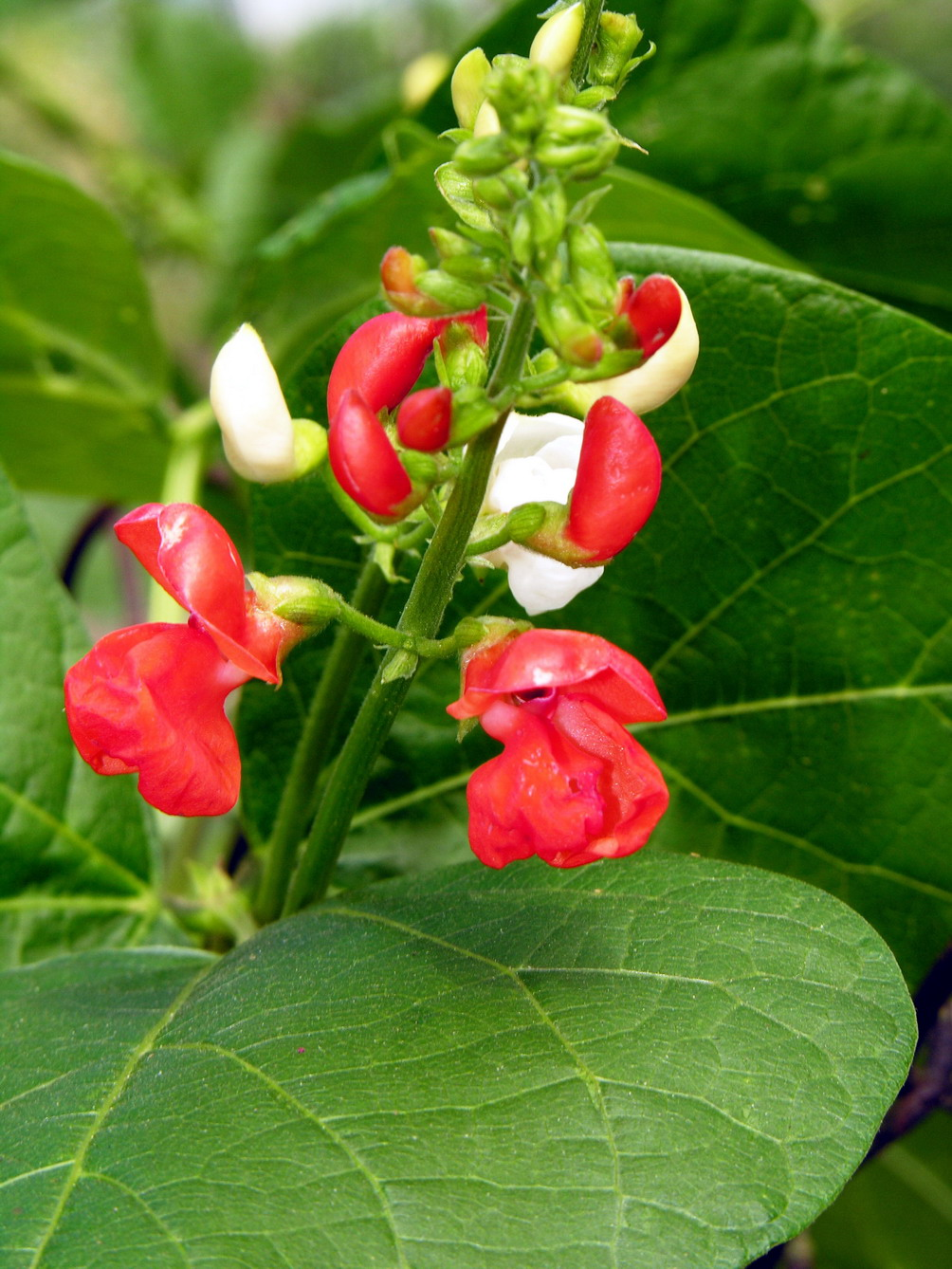
Fasola wielokwiatowa (Phaseolus coccineus L.)

Po dwudziestoletnim okresie kompletowania okazów botanicznych, ich pielęgnacji i badań (m.in. obserwacji przebiegu tworzenia się struktury nowego zespołu roślinnego, powiązanego interakcjami, oraz ocen właściwości leczniczych poszczególnych gatunków) doszło do katastrofy spowodowanej przez wielką burzę lodową (1998). W czasie wydarzenia uległ zniszczeniu okap drzewostanu kanadyjskich lasów (piętro zwartych koron drzew) na milionach akrów, od Ottawy do Montrealu. Zniszczenia w arboretum Carriglaith były ogromne. Sprawiły, że pracę trzeba było rozpocząć niemal od początku, jednak tragiczne doświadczenie ułatwiło sformułowanie reguł ochrony lasów i tworzenia na obszarach zurbanizowanych małych zadrzewień, które równocześnie hamują postępujące globalne ocieplenie i sprzyjają zdrowiu mieszkańców okolicy.

##### Bioplan dla klimatu i zdrowia ludzi

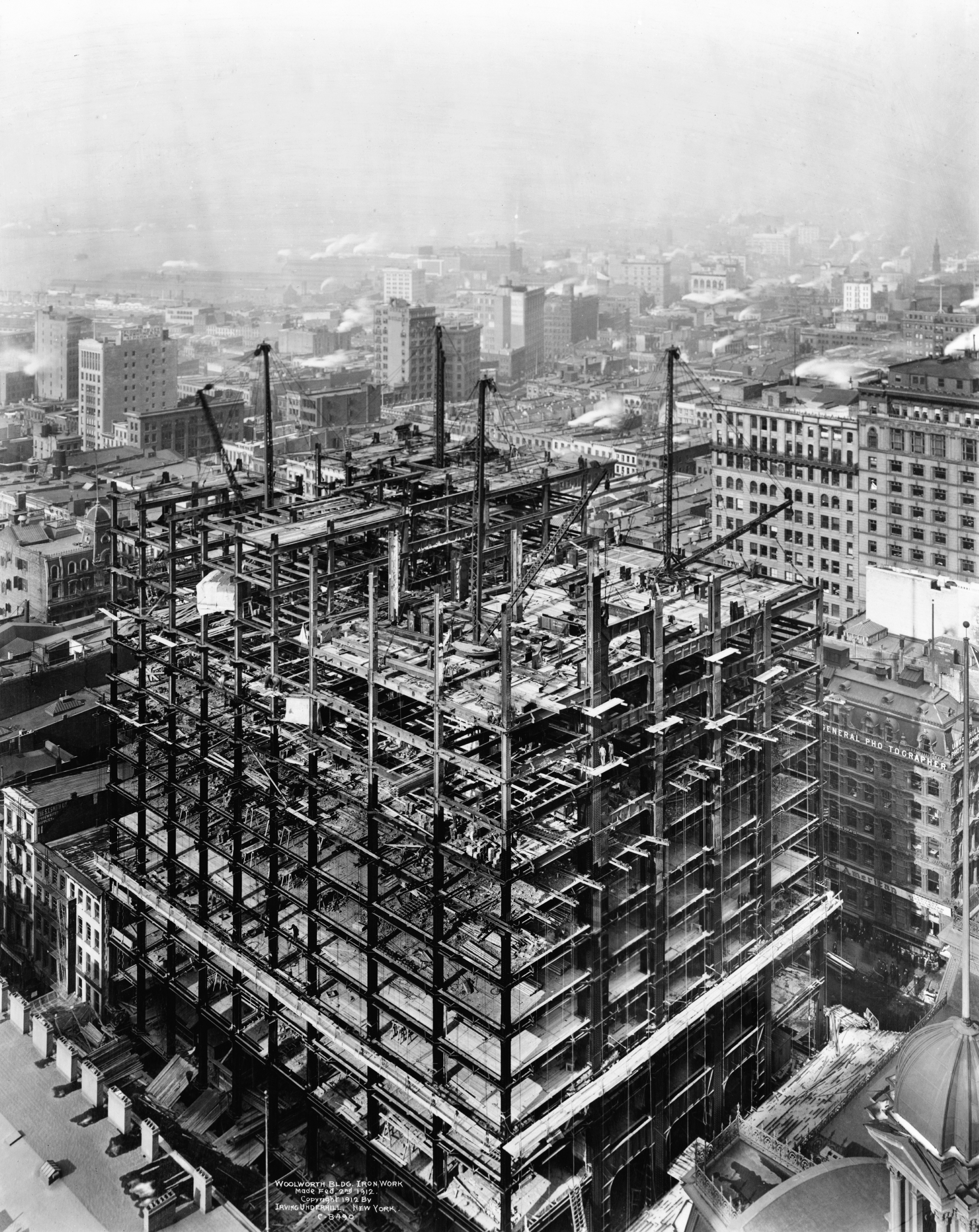
Pozbawieni widoku drzew pracownicy biurowców są bardziej narażeni na stresu10

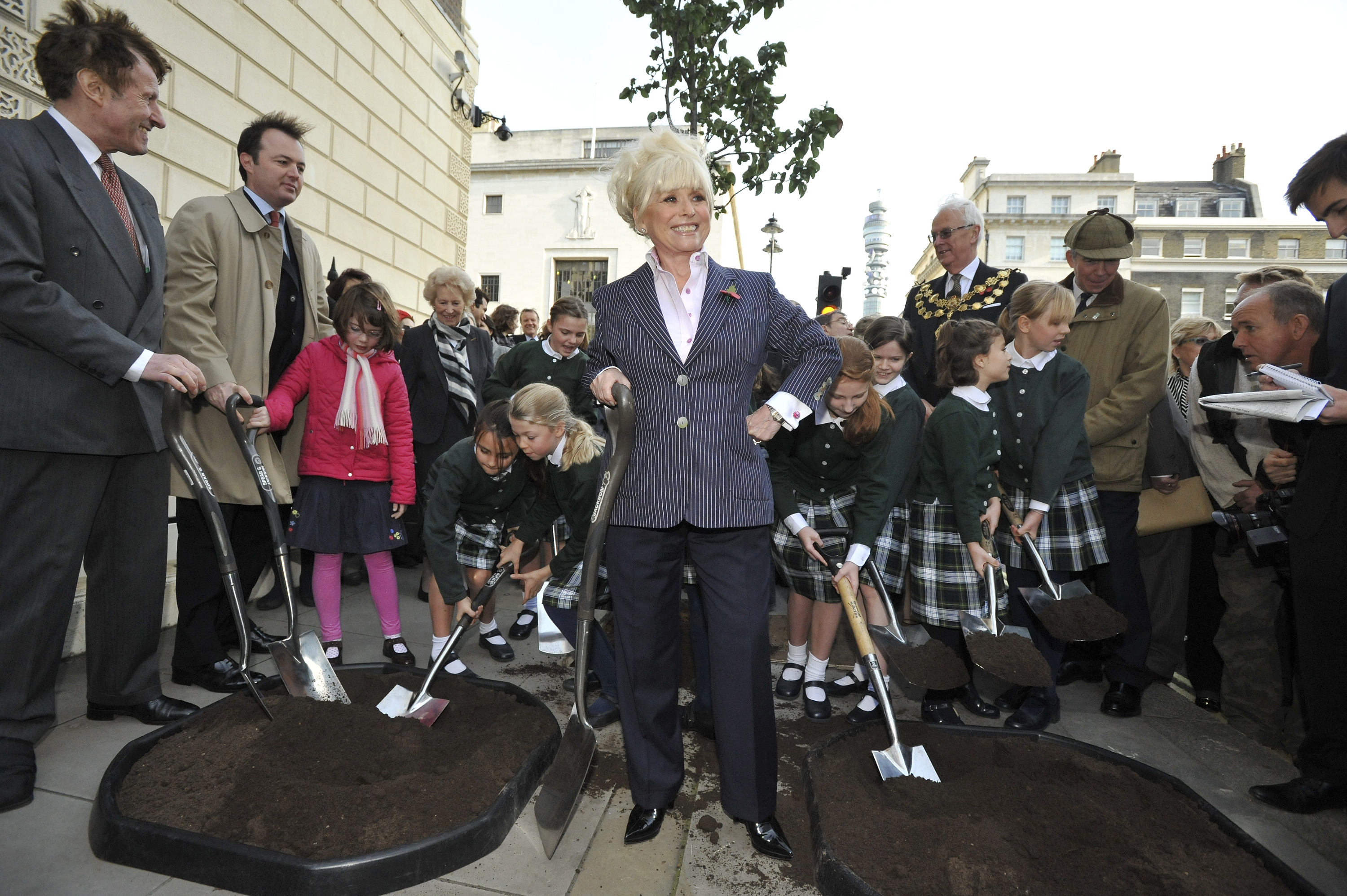
Akcja sadzenia drzew w Londynie (2010)u9

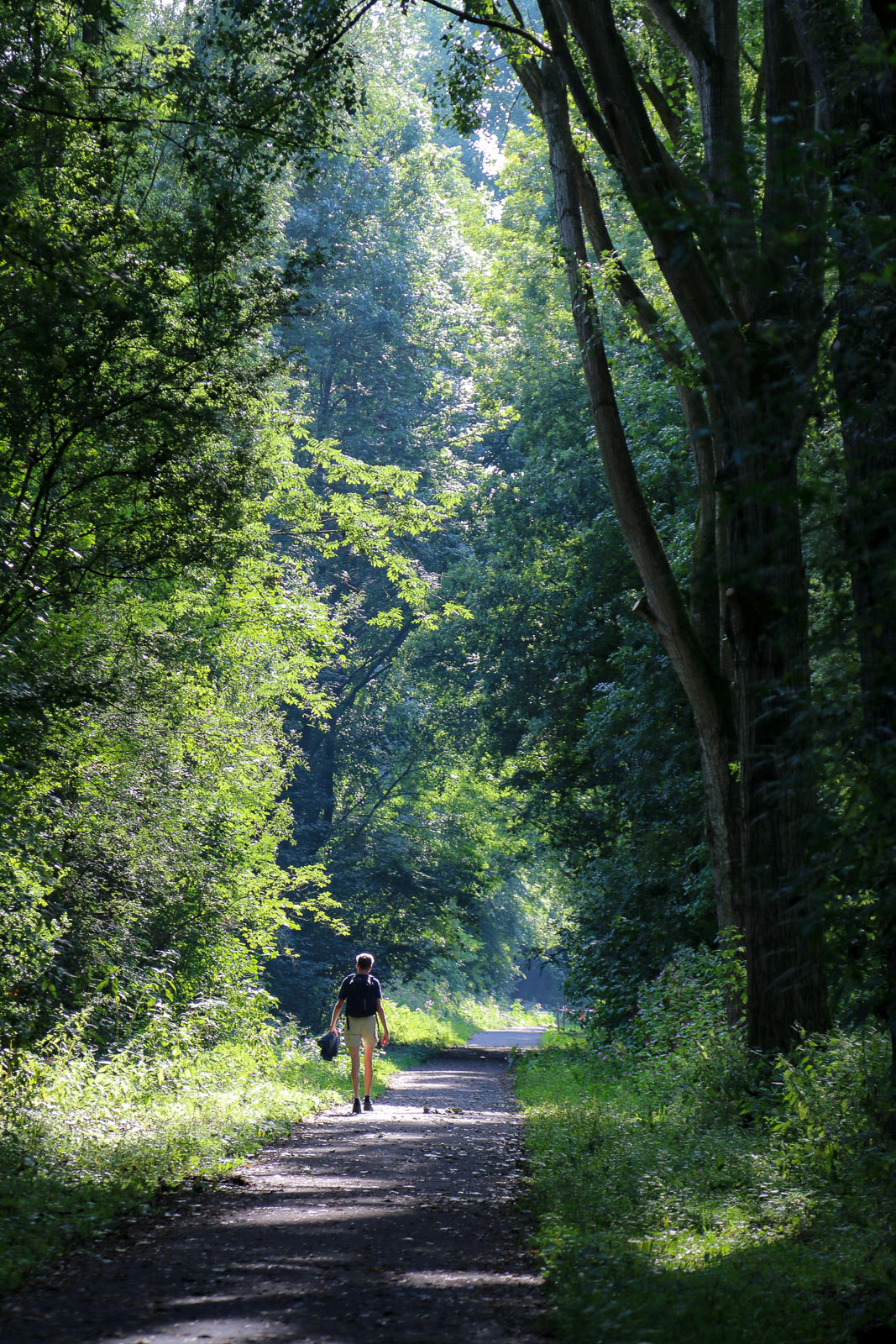
Kąpiel leśna (Shinrin-yoku)

Wyniki swoich doświadczeń i analiz naukowych Diana Beresford-Kroeger popularyzuje, publikując książki i inne opracowania, udzielając wywiadów telewizyjnych i radiowych itp. Działa jako doradca naukowy takich organizacji, jak Irish Woodland League, Ecology Ottawa, Hidden Harvest of Ottawa, Canadian Organic Growers, Archangel Ancient Tree Archive, Acadian Forest Research Centre i in.
Zachęca wszystkich do włączenia się w realizację „Bioplanu”, do reakcji na apel:
- przede wszystkim zobowiąż się do sadzenia jednego rodzimego drzewa rocznie przez następne sześć lat, a poza tym:
- zachęcaj znajomych i sąsiadów do sadzenia rodzimych drzew
- chroń drzewa w twojej okolicy
- chroń rodzime lasy w swoim otoczeniu (np. wywierając nacisk na przedstawicieli rządu)

Ten ruch o zasięgu globalnym nabrał intensywności w czasie popularyzacji dokumentalnego filmu Diany Beresford-Kroeger pt. Call Of The Forest – The Forgotten Wisdom Of Trees.
Akcje sadzenia drzew są podejmowane w różnych krajach, zarówno w miastach, jak w przestrzeniach pozamiejskich (przeciwdziałanie wylesianiu). Jednym z ich celów jest zagwarantowanie zdrowia mieszkańców terenów zurbanizowanych, w tym dobrostanu subiekywnego. Działania są intensywnie prowadzone np. w wielkich aglomeracjach Dalekiego Wschodu, czyli tam, gdzie w czasach historycznych powstały i rozwinęły się metody terapii Shinrin-yoku (kąpiele leśne). W Europie XX w. zależność zdrowia ludzi od kontaktów z naturą jest opisywana z użyciem pojęcia „biofilia”, wprowadzonego do psychofizjologii przez Ericha Fromma (1973) i stosowanego w socjobiologii przez Edwarda O. Wilsona (1984). Współcześnie badania wpływu lasów na zdrowie człowieka są kontynuowane przez specjalistów reprezentujących różne dyscypliny nauki, stosujących nowoczesne techniki pomiarowe. Diana Beresford-Kroeger utrzymuje z nimi kontakty naukowe. Uczestniczyła m.in. w przygotowaniach do druku międzynarodowego podręcznika terapii leśnej (International Handbook of Forest Therapy, 2019) – zbioru opracowań ponad 50 autorów, którego redaktorami są: Dieter Kotte (Hamburg), Qing Li (Tokio), Won Sop Shin (Cheongju) i Andreas Michalsen (Berlin).
Wymienieni i liczni inni naukowcy badają oddziaływania różnych bodźców zmysłowych, których źródłem są np. leśne rośliny, a odbiornikiem ludzkie narządy zmysłów (zob. zmysły człowieka), uczestniczące w powstawaniu wrażeń decydujących o samopoczuciu (zob. np. psychika jako obiekt badań). Powstające w odpowiednich receptorach impulsy nerwowe, niosące informacje o otoczeniu człowieka, są przekazywane poprzez neurony i synapsy obwodowego układu nerwowego do właściwych obszarów układu ośrodkowego, połączonych z autonomicznym układem nerwowym i układem limbicznym. Ten złożony mechanizm odbioru i analizy zespołów sygnałów wzrokowych, węchowych, słuchowych, dotykowych i innych powstał w toku ewolucji trwającej miliony lat. Szacuje się, że okres, który minął od początku urbanizacji i industrializacji do współczesności, stanowi mniej niż 0,01% historii ludzkości. Sprawia to, że funkcje fizjologiczne są najlepiej dostosowane do warunków pozamiejskich (zob. społeczeństwo tradycyjne), a warunki życia w miastach są jedną z przyczyn stresu. Zaawansowane badania procesów odpowiedzialnych za skuteczność „kąpieli leśnych” są prowadzone w warunkach naturalnych (np. artykuły Therapeutic effect of forest bathing on human hypertension in the elderly, 2012 lub Blood pressure-lowering effect of Shinrin-yoku (Forest bathing): a systematic review and meta-analysis, 2017) i sztucznych, zwykle dotyczących bodźców jednego rodzaju. W warunkach sztucznych badano np. działanie obrazów imitujących okno z widokiem na las, umieszczanych w pomieszczeniach biurowych lub widoku wazonu ze świeżymi czerwonymi różami, prezentowanego uczestnikom testów w rygorystycznych warunkach laboratoryjnych, umożliwiających pomiary stężenia oksyhemoglobiny w korze przedczołowej, zmienności HRV i inne, połączone z subiektywnymi ocenami nastroju (Chi Song z Ohio State University i współautorzy).

## Dorobek
Diana Beresford-Kroeger jest autorką ponad 300 artykułów, opublikowanych w czasopismach naukowych i popularnonaukowych oraz różnych środkach masowego przekazu.

### Artykuły naukowe (wybór)
- 1974 – Improved cathodoluminescence microscopy, E.F. Bond, Diana Beresford, G.H. Haggis (Canadian Department of Agriculture, Carleton University)[15]
- 1978–1984 – badania wykonane w Uniwersytecie Ottawskim (Department of Cellular and Molecular Medicine[42])[43]:
  - 1984 – The effect of propranolol on blood viscosity changes induced by experimental coronary occlusion[44]
  - 1982 – Early deleterious hemorheologic changes following acute experimental coronary occlusion and salutary antihyperviscosity effect of hemodilution with stroma-free hemoglobin[45]
  - 1980 – The effect of hemodilution with stroma-free hemoglobin and dextran on collateral perfusion of ischemic myocardium in the dog[46]
  - 1979 – Myocardial blood flow and O2-supply following dextran-haemodilution and methaemoglobinaemia in the dog[47]
  - 1978 – Myocardial oxygen-supply during hemodilution with stroma-free hemoglobin and methemoglobin solutions[48]

### Książki (wybór)
Wyszukiwarka books-google wskazuje:
- Arboretum America: A Philosophy of the Forest, University of Michigan Press, 2003 (przedmowa: Edward O. Wilson, zdjęcia: Christian H. Kroeger)[50]
- North American Trees: An Ecological Green Guide, Quarry Press, 2003
- A Garden for Life: The Natural Approach to Designing, Planting, and Maintaining a North Temperate Garden, University of Michigan Press, 2004
- Arboretum Borealis: A Lifeline of the Planet, University of Michigan Press, 2010
- The Global Forest: 40 Ways Trees Can Save Us, Penguin UK, 2011
- The Sweetness of a Simple Life Vintage Canada, 2015
- The Medicine of Trees, Campbell River Community Arts Council, 2018
- To Speak for the Trees: My Life's Journey from Ancient Celtic Wisdom to a Healing Vision of the Forest, Random House of Canada, 2019[j]
- rozdział Bioplan for Forest Therapy w International Handbook of Forest Therapy (Cambridge Scholars Publishing 2019)[37]

## Wyróżnienia
- 2005 – The National Arbor Day Foundation's 2005, Media Award za książkę Arboretum America: A Philosophy of the Forest[13][50] – wyjątkową publikację edukacyjną o drzewach i lasach[2]
- 2010 – tytuł członka Wings Worldquest[4]
- 2011 – tytuł Utne Reader’s World Visionaries[6][51]
- 2013 – członkostwo Royal Canadian Geographical Society (RCGS)[52]
- 2016 – uznanie przez RCGS za jedną z 25 kobiet-odkrywców Kanady[31]
- 2019 – tytuł Doctor honoris causa , przyznany w uznaniu wybitnych wysiłków na rzecz ochrony klimatu i lasów na Ziemi poprzez stosowanie etycznych koncepcji naukowych i tradycji[2]

Analogiczną opinię wyraża m.in. Edward Osborne Wilson – jeden z twórców współczesnej socjobiologii i ekologicznych podstaw ochrony środowiska, autor przedmowy do książki Arboretum America (2003). Wilson dzieli z jej autorką przekonanie o konieczności szczególnej troski o gatunki rodzime.
W 2019 roku Nagrodę Pulitzera w dziedzinie beletrystyki otrzymał Richard Powers za książkę The Overstory (fikcja literacka). Jest to narracja drzew, opowieść o fantastycznym świecie żywego lasu – rozległym, trwającym dzięki specyficznym więziom, zaradnym i pomysłowym. Ludzcy bohaterowie książki są garstką aktywistów, którzy stopniowo poznają ten świat i starają się przeciwdziałać jego nadchodzącej katastrofie. Jedną z centralnych postaci jest Patricia Westerford. Autor wyjaśnia, że jest to postać fikcyjna, która wywodzi się od dwóch prawdziwych kobiet: Suzanne Simard i Diany Beresford-Kroeger.

## Życie rodzinne i hobby
Mężem Diany Beresford został — bez aprobaty jej irlandzkiej rodziny – Christian H. Kroeger, syn Iwana Kroegera związanego z uczestnikami programu Apollo. Dzięki tym kontaktom Diana Beresford-Kroeger korzystała z pomocy naukowców z NASA w czasie prowadzonych przez nią badań serca. W okresie tworzenia „Carriglaith” był emerytowanym urzędnikiem państwowym. Jest wytrwałym współpracownikiem żony na różnorodnych polach jej aktywności. Jest zaangażowanym fotografem, m.in. twórcą zdjęć wykorzystanych w książce Arboretum America: A Philosophy of the Forest. Mają jedną córkę, Erikę Beresford-Kroeger, która jest zatrudniona w Queen's University (Faculty of Health Sciences) jako Program Manager. Towarzysząc matce w czasie jej publicznych wystąpień pełni m.in. funkcję fotografa.
Wśród pozazawodowych zainteresowań Diany Beresford-Kroeger wymieniane są: język irlandzki, poezja, sztuki wizualne i teatr.